# Robert D. Schaldach
Robert D. Schaldach (Nova York, 1 de fevereiro de 1926 - Flagstaff, 1 de dezembro de 1963) foi um astrônomo norte-americano.

## Carreira
O Minor Planet Center o credita pela descoberta do asteróide 6277 Siok feita em 24 de agosto de 1949, em colaboração com Henry Lee Giclas. Ele também cobriu o cometa periódico 61P / Shajn-Schaldach com Pelageja Fëdorovna Šajn. Em 25 de janeiro de 1954, ele observou um OVNI enquanto trabalhava no alcance de mísseis White Sands, relatou a observação ao Projeto Blue Book.